# Jim Poynter
James „Jim“ Poynter (* 13. Oktober 1943 in San Francisco, Kalifornien) ist ein US-amerikanischer Szenenbildner.

## Leben
Poynter begann Karriere im Filmstab 1981 als Bühnenbaumeister bei den Dreharbeiten zur Filmkomödie Crazy Street Life mit Alan Arkin in der Hauptrolle. Sein zweiter Film war Philip Kaufmans Literaturverfilmung Der Stoff, aus dem die Helden sind, bei dem er als Szenenbildner unter dem Pseudonym Pat Pending mitwirkte. 1984 war er hierfür zusammen mit Geoffrey Kirkland, W. Stewart Campbell, Peter R. Romero, Richard Lawrence und George R. Nelson für den Oscar in der Kategorie bestes Szenenbild nominiert, die Auszeichnung ging in diesem Jahr jedoch an das Filmdrama Fanny und Alexander.
Dies sollte seine einzige Nominierung für einen Filmpreis bleiben. Er wirkte noch an einigen Spielfilmen als Szenenbildner, darunter Cocoon II – Die Rückkehr und Liebling, hältst Du mal die Axt?, war jedoch schwerpunktmäßig zumeist als Bühnenbaumeister tätig. Für das Fernsehen arbeitete er auch als Artdirector; 1991 an fünf Folgen der Fernsehserie Der Nachtfalke sowie dem Fernsehfilm Zurück auf die Straßen von San Francisco aus dem darauf folgenden Jahr.

## Filmografie (Auswahl)
- 1983: Der Stoff, aus dem die Helden sind (The Right Stuff)
- 1984: Electric Dreams
- 1988: Cocoon II – Die Rückkehr (Cocoon: The Return)
- 1989: Das dreckige Spiel (True Believer)
- 1993: Liebling, hältst Du mal die Axt? (So I Married an Axe Murderer)
- 1994: Allein mit Dad & Co (Getting Even with Dad)
- 1995: Das Netz (The Net)
- 1996: The Rock – Fels der Entscheidung (The Rock)
- 1997: The Game
- 1998: Hinter dem Horizont (What Dreams May Come)
- 1999: Der 200 Jahre Mann (Bicentennial Man)
- 2000: Teuflisch (Bedazzled)
- 2002: 40 Tage und 40 Nächte (40 Days and 40 Nights)
- 2003: Matrix Reloaded (The Matrix Reloaded)
- 2003: Matrix Revolutions (The Matrix Revolutions)

## Nominierungen (Auswahl)
- 1984: Oscar-Nominierung in der Kategorie bestes Szenenbild für Der Stoff, aus dem die Helden sind